# Sulfate de lithium
Ne doit pas être confondu avec Sulfate de lithium monohydraté.
Le sulfate de lithium est un corps chimique composé minéral, de formule brute Li2SO4.

## Propriétés physiques et chimiques
En chimie organique, il se présente sous forme de poudre cristalline et saline anhydre, incolore ou de couleur blanche, de masse molaire 109,94 g/mol. Il se présente sous deux phases et au moins quatre formes polymorphiques. La forme α la plus commune est monoclinique, de densité 2,221, avec les caractéristiques : a = 8,23 Å, b = 4,95 Å, c = 8,47 Å, β = 107,98°. Elle est caractéristique d'une phase cristalline nommée II étendue qui, à partir de 130 °C, prend l'aspect d'un réseau cristallin liquide. Cet assemblage de cristaux liquides n'en garde pas moins sa structure cristalline. La forme cubique γ, caractéristique de la phase cristalline I, est stable à hautes températures, au-delà de 500 °C, elle apparaît à partir de 575 °C par une transformation de phase d'ordre 1 : le cristal formé moins compacte présente une densité réduite, de l'ordre de 2,07 et une maille cubique à faces centrées, d'arête 7,07 Å.
Les autres formes seraient hexagonales (forme β1) ou orthorhombiques (forme β2).
Il est difficilement fusible car il fond un peu avant 860 °C. Le cristal dans sa phase I possède des propriétés piézoélectrique et pyroélectrique. Dans un milieu très sec, il pourrait être utilisé en excellent générateur oscillant d'ultrasons. Cette matière saline a été étudiée comme électrolyte solide type en milieu ionique. C'est pourquoi il est utilisé dans les verres conducteurs au borates, en particulier sous forme de film transparent.
Ce sel est soluble dans l'eau. Sa solubilité ne suit pas le schéma habituel lié à la température ; elle est décroissante alors que la température s'élève, ce qui est une propriété qu'il partage avec d'autres composés inorganiques tels que les sulfates de lanthanide. La forme α offre une solubilité plus élevée : 35,43 g pour 100 g d'eau pure à 0 °C et seulement 29,9 g à 100 °C. Elle est soluble dans l'alcool à 95° et à 80°.
La forme β a une solubilité plus réduite : 26,1 g pour 100 g d'eau pure à 0 °C et 23 g à 100 °C. Elle est insoluble dans l'acétone et l'alcool absolu.
La dissolution de sulfate de lithium est endothermique, au contraire de celle du sulfate de sodium ou mieux de magnésium. Le phénomène thermique est plus remarquable, mais aussi efficient avec des petites quantités.
Les solutions aqueuses de sulfate de lithium sont des électrolytes d'autant plus efficace avec des conditions thermiques : ils conduisent le courant électrique de manière croissante avec la température, l'optimum de conductivité est atteint avec les solutions doublement molaire.
Le sulfate de lithium anhydre est hygroscopique. Il donne souvent rapidement avec la moindre humidité le sulfate de lithium monohydraté, au point qu'il est difficile de le manipuler en atmosphère légèrement humide.

## Préparation
Le carbonate de lithium soumis à l'acide sulfurique sert à la préparation usuelle de ce sulfate alcalin soit :
{\displaystyle \mathrm {Li_{2}CO_{3}+H_{2}SO_{4}\longrightarrow Li_{2}SO_{4}+H_{2}O+CO_{2}} }

## Usages
C'est un électrolyte couramment utilisé en phase solide.
C'est un sel qui est utilisé dans certains médicaments destinés à traiter les troubles bipolaires et/ou maniaco-dépressifs) : son emploi est justifié les propriétés attribuées au sels de lithium par la pharmacologique psychiatrique.